# پاول شوارتس
پاول شوارتس (به آلمانی: Paul Schwarz) (زاده ۱۹ نوامبر ۱۸۶۷ - درگذشته ۲۸ دسامبر ۱۹۳۹) ایران‌شناسی آلمانی است که در مورد جغرافیا و تاریخ ایران پژوهش کرده است. او استاد دانشگاه لایپزیگ بود. از میان کتابهای او، جغرافیای تاریخی فارس با ترجمه کیکاوس جهانداری در سال ۱۳۷۲ به فارسی چاپ شده است.

## کتابشناسی
- Paul Schwarz, Die Zuckerpressen von Ahwaz, Straßburg 1915 (Småskrift)
- P. Schwarz, Iran im Mittelalter nach den arabischen Geographen, vol. II, Leipzig, 1910.